# تشيستر غرينوود
تشيستر غرينوود (بالإنجليزية: Chester Greenwood)‏ هو مهندس ومخترِع أمريكي، ولد في 4 ديسمبر 1858 في مين في الولايات المتحدة، وتوفي في 5 يوليو 1937 في Farmington, Maine ‏ في الولايات المتحدة.